# Pól Jóhannus Justinussen
Pól Jóhannus Justinussen est un footballeur féroïen, né le 13 janvier 1989 à Runavík. Il évolue au poste de défenseur.

## Biographie
Il obtient sa première sélection avec l'équipe des îles Féroé le 16 novembre 2010 face à l'Écosse (défaite 3-0) en match amical.

## Palmarès
Vierge